# Eurycryptus fondamentalis
Eurycryptus fondamentalis là một loài tò vò trong họ Ichneumonidae.